# Vendée Globe 1996-1997

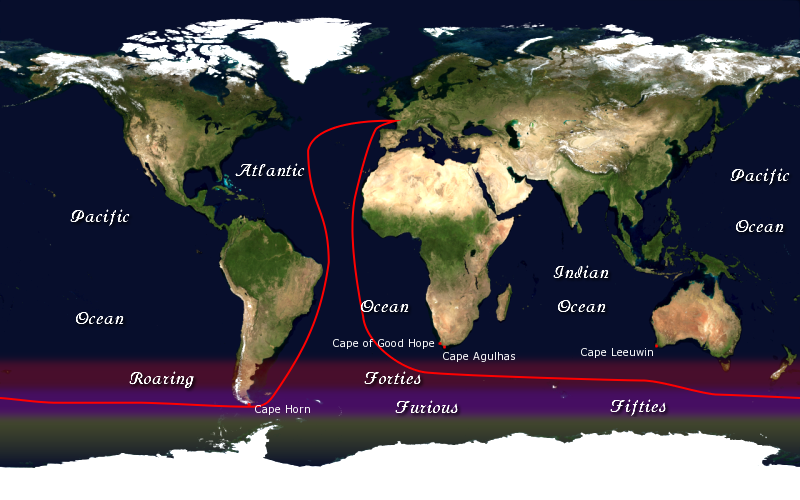
De route van de Vendée Globe

De Vendée Globe 1996-1997 was de derde editie van de non-stop solowedstrijd om de wereld. Zestien boten gingen van start en de Fransman Christophe Auguin won de race na 105 dagen zeilen. Zes boten haalden de finish. Catherine Chabaud werd de eerste vrouw die de race succesvol beëindigde met een zesde plaats.

## Wedstrijd
Officieel gingen vijftien boten van start, maar Raphaël Dinelli voegde zich aan het deelnemersveld toe. Hij was niet toegelaten tot de race omdat hij niet voldeed aan de kwalificatieeisen doordat hij de financiën niet tijdig had rondgekregen.
Opnieuw begon de wedstrijd met zwaar weer in de Golf van Biskaje waardoor al twee deelnemers moesten opgeven; Nandor Fa en Didier Munduteguy. Sommige anderen moesten terug naar de starthaven om reparaties uit te voeren. De volgende selectie had plaats in de Zuidelijke Oceaan waar Yves Parlier moest opgeven na aanvaring met een ijsberg en Isabelle Autissier kreeg problemen met het roer waarna Christophe Auguin de vloot aanvoerde.
Verderop in de Zuidelijke Oceaan ging het wederom mis. Dinelli kapseisde en kon ternauwernood worden gered door Pete Goss. Daarna kapseisden binnen een paar uur Thierry Dubois en Tony Bullimore die werden gered door Australische reddingsteams. Het contact met Gerry Roufs ging verloren. Ondanks dat vier deelnemers de oceaan afzochten is hij nooit meer teruggevonden. Zijn schip spoelde een half jaar later bij de Chileense kust aan. De Brit Pete Goss kreeg later de Franse onderscheiding Legioen van Eer vanwege zijn reddingsactie.
Het vele kapseizen van de boten leidde tot een verzwaring van de veiligheidseisen met name op het gebied van veiligheid aan boord en stabiliteit van de schepen.

## Uitslag
| Plaats         | Zeiler              | Boot                  | Nationaliteit | Tijd                            |
| -------------- | ------------------- | --------------------- | ------------- | ------------------------------- |
| 1              | Christophe Auguin   | Geodis                | FRA           | 105 dagen, 20 uur en 31 minuten |
| 2              | Marc Thiercelin     | Crédit Immobilier     | FRA           | 113 dagen, 8 uur en 26 minuten  |
| 3              | Hervé Laurent       | Groupe LG-Traitmat    | FRA           | 114 dagen, 16 uur en 43 minuten |
| 4              | Eric Dumont         | Café Legal-Le Goût    | FRA           | 116 dagen, 16 uur en 43 minuten |
| 5              | Pete Goss           | Aqua Quorum           | GBR           | 126 dagen, 21 uur en 25 minuten |
| 6              | Catherine Chabaud   | Whirlpool-Europe 2    | FRA           | 140 dagen, 4 uur en 38 minuten  |
| Niet gefinisht |                     |                       |               |                                 |
| -              | Isabelle Autissier  | PRB                   | FRA           | gebroken roer                   |
| -              | Yves Parlier        | Aquitaine Innovations | FRA           | gebroken roer                   |
| -              | Bertrand de Broc    | Pommes Rhône Alpes    | FRA           | gekapseisd                      |
| -              | Tony Bullimore      | Exide Challenger      | GBR           | gekapseisd                      |
| -              | Thierry Dubois      | Amnesty International | FRA           | gekapseisd                      |
| -              | Nándor Fa           | Budapest              | HUN           | aanvaring                       |
| -              | Didier Munduteguy   | Club 60è Sud          | FRA           | mast afgebroken                 |
| -              | Raphaël Dinelli     | Algimouss             | FRA           | gekapseisd                      |
| -              | Patrick de Radiguès | Afibel                | BEL           | gestrand                        |
| -              | Gerry Roufs         | Groupe LG2            | CAN           | verloren op zee                 |